# Mésusage du médicament
En médecine le mésusage du médicament ou mésusage médicamenteux désigne l'utilisation d'un médicament dans une situation où il ne devrait pas l'être, c'est-à-dire en dehors des indications reconnues.
En France, le mésusage est défini dans le code de la santé publique comme l'« utilisation intentionnelle et inappropriée d’un médicament ou d’un produit, non conforme à l’autorisation de mise sur le marché (AMM) ou à l’enregistrement ainsi qu’aux recommandations de bonnes pratiques ». 
Le mésusage est à rapprocher de l'abus, du dopage, de la dépendance et de l'accoutumance.

## Liste des médicaments
- Diurétique, pour perdre de l'eau et donc du poids
- fluoxétine, pour la sensation agréable qu'elle procure
- antitussifs opiacés : dextrométhorphane psychoactif
- codéine : néocodion[réf. souhaitée], tussipax, padéryl
- prométhazine
- trihexyphénidyle (Artane) : psychostimulant avec euphorie, sentiment de toute-puissance
- benzodiazépines : amnésie antérograde, utilisées par les violeurs
- pseudoéphédrine
- antihistaminiques sédatifs